# Зимовець Віталій Андрійович
Віталій Андрійович Зимовець (нар. 3 червня 1939 р. Остер, Чернігівська область, УРСР — 9 листопада 2018, Київ, Україна) — радянський і український кінооператор. Заслужений діяч мистецтв України (2003). Кавалер ордена «За заслуги» ІІІ ступеня (2016).

## Біографія
Народився в родині службовців. Закінчив операторський факультет Всесоюзного державного інституту кінематографії (1972).
З 1957 р. працював на Київській кіностудії художніх фільмів ім. О. П. Довженка — механіком, асистентом оператора, з 1973 р. — оператором-постановником.
Був членом Національної спілки кінематографістів України.
9 листопада 2019 в Київському Будинку кіно пройшов вечір пам'яті кіномитця.

## Нагороди
- 2003: Заслужений діяч мистецтв України
- 2004: Кінофестиваль «Бригантина» в Бердянську — «Найкраща операторська робота» (фільм «Залізна сотня»)[4]
- 2016: Орден «За заслуги» ІІІ ступеня

## Фільмографія
Операторські роботи:
- «Всюди є небо» (1966, асистент оператора у співавт.)
- «Сліпий дощ» (1969)
- «Варчина земля» (1969, у співавт.)
- «Блакитне і зелене» (1970)
- «Бумбараш» (1971, 2 с)
- «Пропала грамота» (1972)
- «Не мине і року...» (1973, 2 с)
- «Марина» (1974)
- «Небо—земля—небо» (1975)
- «Підпільний обком діє» (1978, т/ф, 2 с)
- «Ти тільки не плач» (1979)
- «Візит у Ковалівку» (1980)
- «Пора літніх гроз» (1980, т/ф, 2 с),
- «Щастя Никифора Бубнова» (1983)
- «Климко» (1983)
- «Володчине життя» (1984, т/ф, 2 а)
- «Повернення» (1987, т/ф, 2 а)
- «Штормове попередження» (1988, 2 с)
- «Мої люди» (1990, т/ф, 2 а)
- «Миленький ти мій...» (1992)
- «Дорога на Січ» (1994)
- «Страчені світанки» (1995)
- «Тупик / Глухий кут» (1998)
- «Нескорений» (2000)
- «Втрачений рай» (2000)
- «Залізна сотня» (2004)
- «Владика Андрей» (2008)
- «День переможених» (2009)
- «Третього не дано» (2009) та ін.